# Nazionale maschile di pallacanestro di El Salvador
La nazionale di pallacanestro di El Salvador è la rappresentativa cestistica di El Salvador ed è posta sotto l'egida della Federazione cestistica di El Salvador.

## Piazzamenti

### Campionati centramericani
- 1967 - 5°
- 1971 - 5°
- 1975 - 8°
- 1977 - 5°
- 1985 - 7°

- 1989 - 10°
- 1997 - 7°
- 2008 - 7°
- 2014 - 10°

### Giochi panamericani
- 1959 - 7°

## Formazioni

### Campionati centramericani
Campionato centramericano maschile di pallacanestro 20084 Araújo, 5 Bandek, 6 Rivera, 7 Aguilar, 8 Molina, 9 Alas, 10 López, 11 Hunter, 12 Baños, 13 Flores, 14 Davis, 15 Bukele,        All. -
Campionato centramericano maschile di pallacanestro 20144 Arias, 5 Bandek, 6 Rivera, 7 Guardado, 8 Figueroa, 9 Araújo, 10 Lee, 11 Malavé, 12 Arias, 13 Valladares, 14 Ramos, 15 Mancía,        All. Iván Barahona

### Giochi panamericani
Pallacanestro maschile ai III Giochi panamericaniCañas, Chávez, Escalante, García, Guzmán, Ibarra, Lemus, Matheu, Pereira, Pineda, Rivas, Rosales, Rusconi, Selva, All. Adolfo Rubio